# Campylosiphon purpurascens
Campylosiphon purpurascens Benth. – gatunek ziemnopączkowych, bezzieleniowych roślin pasożytniczych z monotypowego rodzaju Campylosiphon z rodziny trójżeńcowatych (Burmanniaceae), występujący w północno-wschodniej Ameryce Południowej.
Nazwa naukowa rodzaju pochodzi od greckich słów καμπύλο (kampylo – zakrzywiony) i σιφων (siphon – syfon).

## Morfologia
Małe, jasnoniebieskie lub białe rośliny bezzieleniowe, tworzące podziemne, bulwiaste, cylindryczne kłącze, pokryte łuskowatymi liśćmi. Kwiaty pojedyncze lub od 2 do 14 zebranych w dwurzędkę. Okwiat pojedynczy, jasnoniebieski do białego, o listkach położonych w dwóch równych okółkach, u nasady tworzących rurkę. Pręciki o niemal siedzących główkach. Zalążnia jednokomorowa wierzchołkowo, trójkomorowa u nasady. Owocem jest torebka.

## Systematyka
Pozycja rodzaju według APW (aktualizowany system APG IV z 2016)
Rodzaj Campylosiphon należy do rodziny trójżeńcowatych (Burmanniaceae), w rzędzie pochrzynowców (Dioscoreales) w obrębie kladu jednoliściennych (monocots).
Typ nomenklatoryczny
Holotyp gatunku znajduje się w herbarium Kew Gardens. Jest to okaz zielnikowy zebrany w październiku 1852 roku, w pobliżu Ipanoré w brazylijskim stanie Amazonas, przez Richarda Spruce'a. Izotypy są przechowywane w Muzeum Historii Naturalnej w Londynie, Muzeum Historii Naturalnej w Paryżu, New York Botanical Garden i Jardin Botanique National de Belgique.